# Chinelo

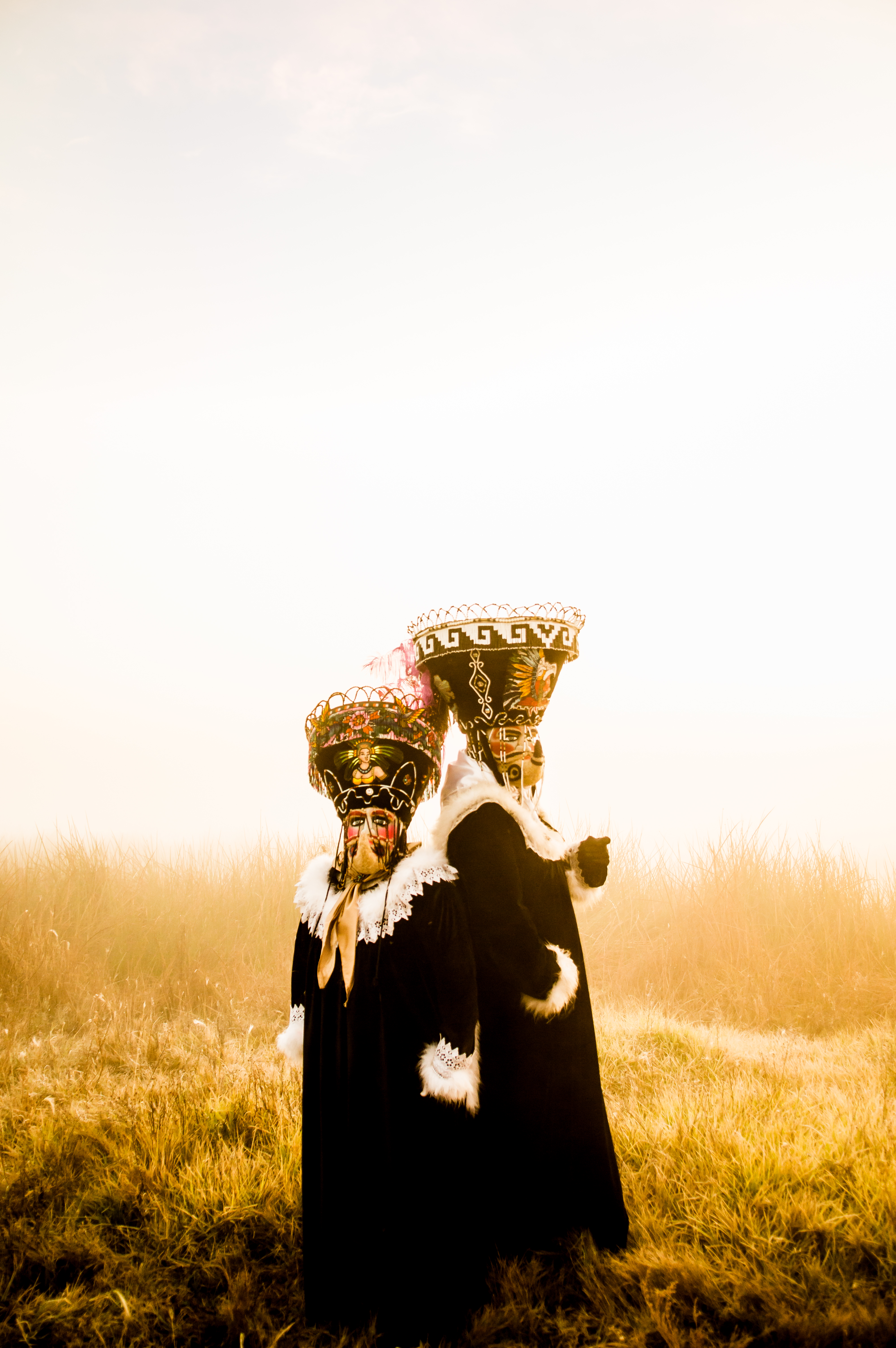
Dos Chinelos.

La Danza de los Chinelos es una danza folclórica mexicana. Tiene su origen en el siglo XIX, en el municipio de Tlayacapan, actual estado de Morelos. El baile hace referencia a las rencillas que existían entre los españoles e indígenas de la zona de pan o trigo.

## Etimología
La historia del chinelo es una expresión de la cultural campesina vinculada a las haciendas, tal como lo son otras danzas. Los disfrazados en la región, buscaron darle una identidad propia a su celebración; comenzando a recibir la denominación de tzinelohua, palabra de etimología náhuatl que quiere decir “movimiento de cadera”, derivando de ella el nombre contemporáneo, el chinelo. Otra versión, según el profesor y nativohablante de Tetelcingo, Tirzo Clemente Jiménez, en lengua náhuatl existe la palabra Chinele, que proviene de las raíces chichiltek, que significa “rojo o colorado” (referido al español por el color de su piel), y niele, expresión exclamativa de burla, por lo que se traduce como “¡Ay sí, se cree mucho ese colorado!”.

## Orígenes

Traje de chinelo de Tlayacapan Morelos.

Durante la época colonial en las fiestas de carnaval, los españoles cedían a los peones esos días de asueto como un gesto de piedad antes de entrar en la Cuaresma con el Miércoles de Ceniza. Los locales, como desahogo por el mal trato y mal pago recibido de sus patrones en las haciendas de San Nicolás Tolentino de Pantitlán, Oacalco, San Carlos Borromeo y San Diego Huixtla. Se mofaban de los mismos patrones españoles, y así nació una cuadrilla integrada por los llamados Huehuentsin, que significa viejo, también conocidos como garroteros por las garrocharas que llevaban consigo. Saltaban y se apoyaban en ellas, imitando los actos de ligereza y atrevimiento que los españoles solían ver en las corridas taurinas.
También les gustaba cargar animales disecados, como mapaches, iguanas, zorrillos, lechuzas y víboras, para hacer bromas pesadas a las hijas y esposas de los hacendados. Otros llevaban muñecas viejas de trapo o de tzompantli, que hacían brincar en una batea. Algunos se vestían arremedando y ridiculizando al hacendado, al capataz, al agiotista o al cura del pueblo, Como bandera, utilizaban un chicote de carrizo al que ataban un trapo, señalando así el recorrido de la cuadrilla por las calles del pueblo. Cabe mencionar que ridiculizar al cura se debía a su oposición a esta celebración, además de prohibir el jaripeo, los cohetes y prender toritos.

En la obra de Don Alejandro Ortiz Padilla “Una aproximación al origen del Chinelo, su danza y música”, Don Brígido Santamaría Morales narra que:  
"en Tlayacapan por el año de 1867, según le platicaron su abuelo y sus tíos, así como de muchos viejitos del pueblo, hubo la costumbre de chiflar. En el pueblo no había fiesta para la gente pobre sino puro trabajar en calidad de esclavos, como gente inferior, el pueblo en esos tiempos no era libre, los hacendados y los españoles que trabajaban en las haciendas eran dueños de todo, y en las fiestas de carnaval, estos abusivos, se adueñaban de todo el pueblo para celebrar las llamadas carnestolendas, disfrazados a su modo, vestidos de pantalonera negra a la rodilla, medias blancas, chiquitines cortos llenos de borlas y colgajos, con falda roja, capa y boina a la torera o grandes chambergos con plumas esponjosas, y bailando  “jotas aragonesas”, con antifaces en la cara, esto era andar los tres días del carnaval cantando y escandalizando en las calles con sus borracheras. Mientras el pueblo no hacía nada, sólo miraba, pero un día un grupo de muchachos y varones de edad adulta se reunieron en algunos lugares del pueblo y haciendo uso de su pensamiento en una gran discusión hablaron para buscar un juego, porque se aburrían mucho, pues eran jóvenes en la edad del “chincual”, de la inquietud, y los de mayor edad eran viejos alegres, por eso buscaban un juego en que todos se distrajeran en esos días que no tenían que ir a trabajar en los campos de las haciendas."

### Primeros registros
El primer registro que se tiene de la danza se origina en Tlayacapan, actual estado de Morelos, que según su Archivo Histórico Municipal. En un documento con el sello de "Jefatura Política, Distrito de Yautepec" y número 181, enviado de Yautepec al entonces Presidente Municipal de Tlayacapan.
Ha tenido noticia cierta esta Jefatura, de que en esa población se está disponiendo una cuadrilla para el próximo carnaval, ridiculizando a varios personajes de respetabilidad y con vituperio a la religión Católica, provocando con esto una alarma de las personas de juicio y criterio; por lo que prevengo á U. expida oportunamente el Reglamento á que deben de sujetarse esas cuadrillas, prohibiendo personificar á las autoridades constituidas y á las Religiones toleradas ó á sus Dignidades, bajo las penas ó multas á los infractores, que U. estime oportunas.
Independ. A y Lib. Yautepec feb. 7 de 1826.
Antonio Ortiz y Arvizu.

## Música

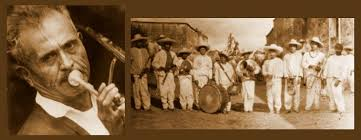
Brígido Santamaría músico a quien se le atribuye la connotación de los sones de chinelo.

En los primeros años, no existían sonidos determinados; la música se componía de chiflidos y gritos de alegría. Estos chiflidos se adaptaban al ritmo y se acompañaban con sonidos producidos con botes viejos. En este grupo de chifladores, destaca un individuo llamado Jesús Meza, apodado "Chucho el Muerto". En 1860, inventó más de 72 sonidos para el brinco del Chinelo, a los que llamó Tsineolohua, que se traduce como "el que brinca". Este estilo implicaba movimientos de hombros y glúteos, como si fueran cosquillas. Posteriormente, algunos jóvenes se unieron al grupo, utilizando instrumentos como flautas de carrizo, jaranitas y una tambora. Eran conocidos como "Los Tepachichis". En 1872, se organizó la primera banda de música compuesta por dos violines y una tambora, conocida como la Banda de "Los Alarcones", integrada por Don Miguel, Don Julio y Don Antonio Alarcón, junto con todos sus hijos. También participaron músicos familiares de Don Brígido Santamaría Morales. En 1870, se fundó una banda de música con instrumentos de aliento bajo la dirección del Sr. Vidal Santamaría. Más tarde, Don Cristino Santamaría Rojas, uno de los hijos del Sr. Vidal, asumió la dirección. El grupo creció y se fortaleció con la dirección de Don Brígido Santamaría Morales, a quien se le atribuye la notación musical de la danza o "brinco" de los Chinelos en 1923. 

## Vestimenta
Los Huehuentsin, en su recorrido, utilizaban "ropas viejas" para imitar a los hacendados, capataces, agiotistas e incluso al cura de la parroquia. En medio de esta multitud de Huehues, surgió un personaje que se atavió con un camisón de dormir perteneciente a las señoras adineradas de la época, ridiculizando así a los españoles a través de sus esposas e hijas. El joven que se disfrazó con una vieja sotana de cura y aquel que optó por una bata de dormir de las mujeres ricas fueron imitados de inmediato por otros Huehues. Dado que eran peones y carecían de recursos, utilizaban las viejas enaguas de mujer para confeccionar estos disfraces. Con el tiempo, comenzaron a fabricarlos con manta, convirtiéndose en el dominó, es decir, la bata, que representaba el disfraz característico del carnaval. 
La tradición oral en Tlayacapan recuerda a algunos personajes clave en la creación de estos disfraces, como Santiago, apodado "el Barrabas", quien adornó su dominó con listones. Por otro lado, Don Ángel Rojas, conocido como "el Diablo", menciona que alguien usó un dominó con tres bandas que representaban los colores de la bandera nacional, marcando así la base del dominó actualmente utilizado en el disfraz de Chinelo. La máscara de malla de alambre fue creada por un joven llamado "el Caramba", reemplazando las antiguas caretas de cartón con barbas de ixtle tipo Maximiliano. Las plumas de guajolote que originalmente adornaban los sombreros fueron reemplazadas por plumeros confeccionados por unas señoras conocidas como "las Caltencos". Ellas daban forma a estas plumas retorciendo alambre con plumas de gallina, que luego pintaban. El bonete eclesiástico usado por el joven que se disfrazó con la sotana antigua del cura fue sustituido por un sombrero con el ala arremetida hacia arriba, adornado con abalorios y motivos aztecas tejidos con estambre. 
Hoy en día, el disfraz de Chinelo es sencillo, de color blanco de algodón, con franjas azules. Está adornado con vistosas plumas en los sombreros. A pesar de los años, la vestimenta ha luchado por conservar su originalidad sin sufrir modificaciones, considerándose el traje típico y original en todo el estado de Morelos. Actualmente existen dos versiones principales: 
- Tepoztlán: El traje es negro, bordeado con olanes blancos y marabú aterciopelado del mismo color. El sombrero se adorna con imágenes de historias indígenas con chaquira de alto detalle y calidad, chaquiron y canutillo, así como un volantón al óleo en la parte trasera. Se le denomina traje por su elegancia.[3][9]
- Yautepec: Es un traje tradicional rico en colores, bordado con chaquira, chaquiron y lentejuelas. Por lo general, son de exhibición, ya que suelen ser pesados y solo el danzante puede llevarlos brevemente. Estas vestimentas son las más llamativas debido a su elaborada decoración.[3]De izquierda a derecha, chinelos de Tlayacapan, Yautepec y Tepoztlán, Morelos.

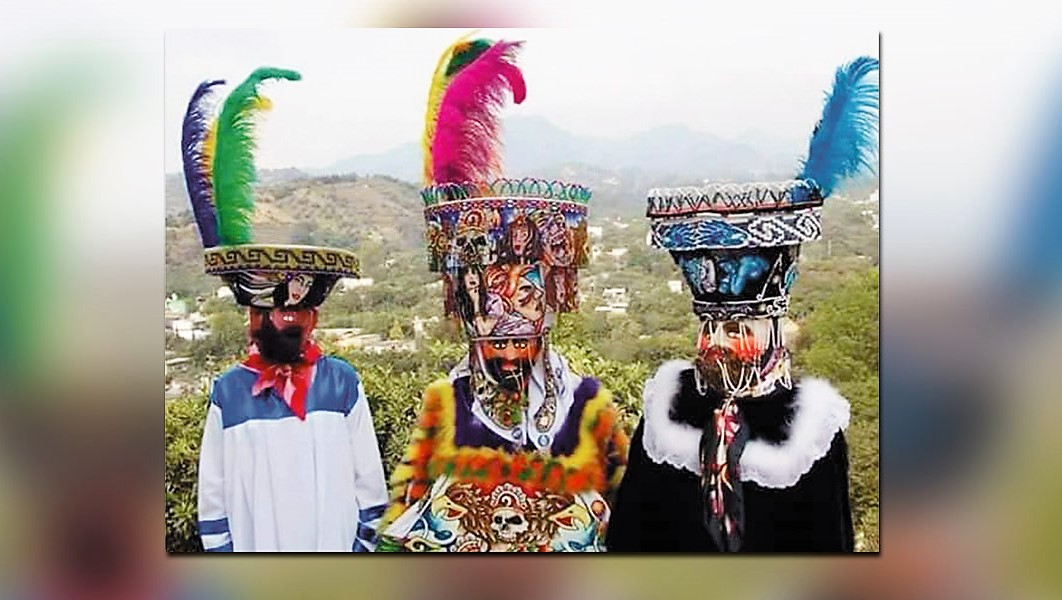
De izquierda a derecha, chinelos de Tlayacapan, Yautepec y Tepoztlán, Morelos.

### Difusión

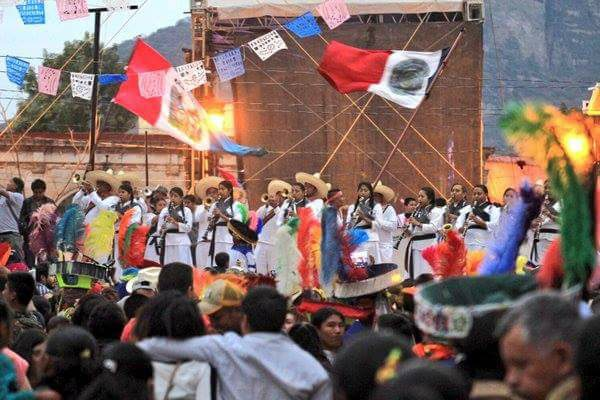
Carnaval en Tlayacapan, Morelos.

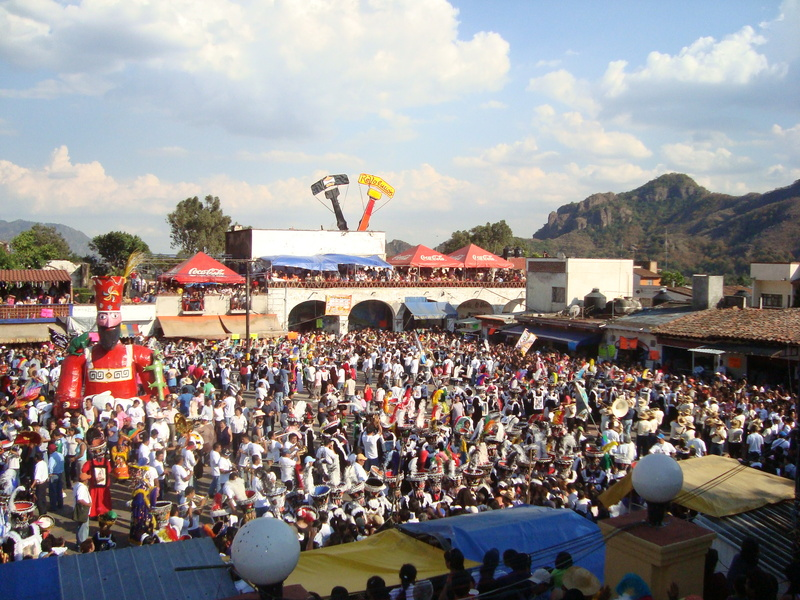
Carnaval en Tepoztlán, Morelos.

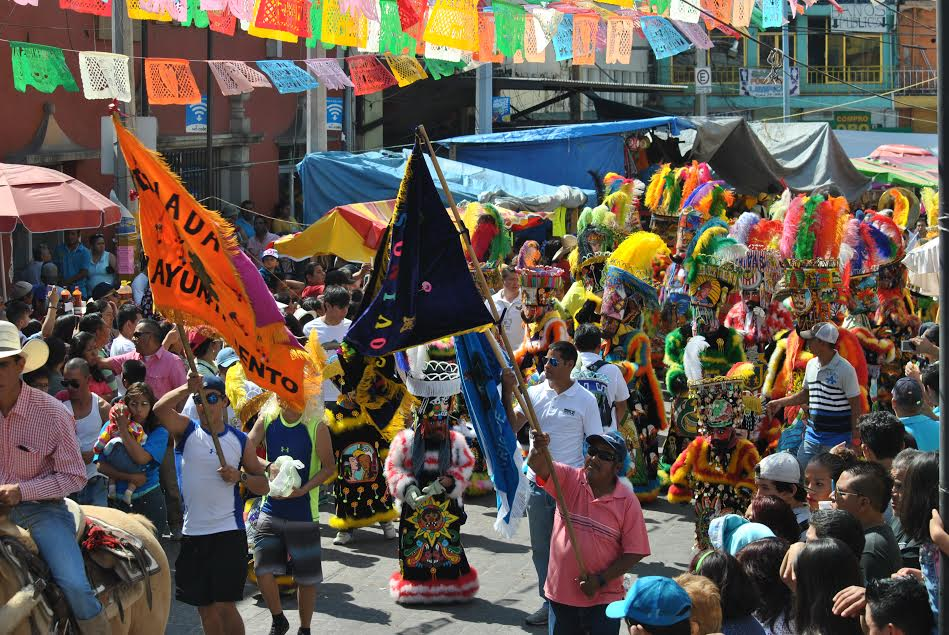
Carnaval en Yautepec, Morelos.

Siguiendo el ritmo y compás de la tambora, los platillos y los instrumentos de viento que conforman la banda, los chinelos "brincan" incansablemente por todo el pueblo, contagiando a quienes se encuentran a su lado. En Tepoztlán, Morelos, durante el carnaval, los danzantes llevan ricos trajes tradicionales que varían según el poblado. En algunos casos, estos trajes son muy elaborados tanto en colorido como en confección y manufactura. La danza, festiva y alegre, sigue el ritmo de las notas jocosas de las bandas musicales del pueblo. En Tlayacapan, Morelos, el carnaval se vive con intensidad. Finalmente, en Yautepec, se adopta también el traje de chinelo. Con el tiempo, esta práctica se ha extendido, y hoy día se puede apreciar el brinco de los chinelos en todo el estado, convirtiéndose en un símbolo distintivo de Morelos. En la actualidad, debido al intercambio cultural y la migración, la danza del chinelo se ha extendido más allá de Morelos. Mayormente, se encuentra presente en algunas festividades en la Ciudad de México, el sur y oriente del Estado de México, la Región Norte y Tierra Caliente del estado de Estado de Guerrero, así como en festivales en los Estados Unidos, debido a la presencia de morelenses en ese país.

## Museo del Chinelo
El Museo del Chinelo surgió con el propósito de llenar el vacío existente en cuanto a un espacio dedicado a la difusión, conservación e investigación del Carnaval y la Danza del Chinelo, considerados Patrimonio cultural inmaterial del estado de Morelos. Este museo tiene como objetivo fortalecer la identidad local y regional, así como fomentar los lazos comunitarios. Se posiciona como una herramienta para influir en los procesos sociales que configuran la organización de la festividad. El Museo del Chinelo alberga materiales relacionados con los orígenes, organización y celebración del Carnaval, principalmente en Yautepec, pero también incluye información sobre los municipios de Tlayacapan y Tepoztlán.
Su establecimiento se llevó a cabo con la intención de dar a conocer y contrarrestar el fenómeno de masificación y mercantilismo del Carnaval y la elaboración del Traje de Chinelo. Esto se debió a la apropiación por parte de los Ayuntamientos, afectando la festividad y despojando a la comunidad de su organización. El proyecto ha destacado la labor artesanal en la elaboración del Traje de Chinelo para promocionar este trabajo y dar a conocer su realización. Ha participado en proyectos del CRIM-UNAM, como el documental "De chaquiras y lentejuelas" y el libro "Patrimonio Cultural Inmaterial" de la Dra. Lourdes Arizpe. El Museo ha sido un espacio para la difusión y promoción cultural en la comunidad, albergando presentaciones de libros, coloquios y proyecciones. El proyecto fue iniciado por un grupo local interesado en el Carnaval, compuesto por Celina Miranda, Víctor Maya Lagunas, Ángel García Anzúrez, César E. Ortiz Triana, Felipe Terán Pedrote, Julio Quiroz Mendoza, Germán Alcántara Álvarez y Héctor Daniel Bastida Salomón, el 31 de julio de 2005. Fue presentado a la ciudadanía en la Exhacienda de Apanquetzalco, en Yautepec. Se iniciaron los trabajos para montar la primera exposición sobre el Carnaval, llamada "Exposición Itinerante del Carnaval de Yautepec, base del Museo del Chinelo".